# Derek Bryan
Derek Bryan (1910. december 16. – 2003. szeptember 17.) brit konzuli tisztviselő, diplomata, sinológus, tanár, író, műfordító és szerkesztő.

## Élete és munkássága
Derek Bryan aktív pályafutásai alatt különböző konzuli és diplomáciai feladatokat látott el az Egyesült Királyság kínai és perui konzulátusain, nagykövetségein. 1965-ben Joseph Needhammel közösen alapították meg az Angol–Kínai Megértés Társaságát (Society for Anglo-Chinese Understanding), amely jó néhány évig az egyetlen olyan szervezet volt, amelynek keretei között angolok a Kínai Népköztársaságba utazhattak. 1963-tól kínai nyelvet tanított a Holborn College-on, később pedig a Westminsteri Egyetemen is. 1963-tól 1965-ig alapító szerkesztője volt a londoni kiadású Arts and Sciences in China című sinológiai szakfolyóiratnak. 1978-ban vonult nyugdíjba.

### Főbb művei
- The United Nations Need China (1958)
- China's Taiwan (Britain-China Friendship Association, London, 1959)
- The World Belongs to All (London, 1960, with Liao Hong Ying )
- Li-po Chou's Great Changes in a Mountain Village (translator) (Foreign Languages Press, Peking, 1961)
- The Land and People of China (Macmillan, London, 1964) ISBN 0-02-715110-7
- Cultural Restoration versus Cultural Revolution: A Traditional Cultural Perspective (Foreign Languages Press, Beijing, 1964)
- Let's Visit China (Macmillan Children's Books, 1983, with Liao Hong Ying)